# 沙尔洛斯

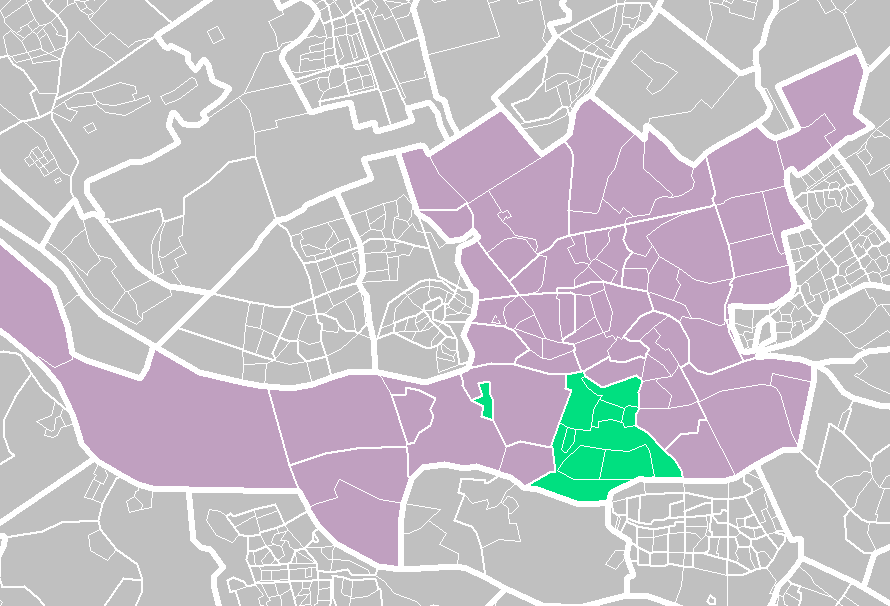
沙尔洛斯（绿色）在鹿特丹（紫色）的位置

沙尔洛斯（荷蘭語：Charlois，發音：[ˈɕaːrloːs]）是荷兰南荷蘭省鹿特丹的分区，面积11.9平方千米，2023年人口70860。
沙尔洛斯曾是一个独立的市镇。1895年，沙尔洛斯并入鹿特丹。